# Castelo de Duino

Castelo de Duino

Castelo de Duino (em italiano:  Castello di Duino, em alemão:  Schloss Duino, em esloveno:  Grad Devin) é uma fortificação do século XIV, localizada em Duino (município de Duino-Aurisina), perto de Trieste, Itália, nas falésias com vista para o Golfo de Trieste.
O edifício começou em 1389, por ordem da família Wallsee. As ruínas de um castelo mais antigo, construído no século XI pelo Patriarca de Aquileia, estão localizadas no local. No século XIX, tornou-se uma das duas residências do príncipe Alexander von Thurn e Taxis e de sua esposa, a princesa Marie, da Filial Checa da Casa de Thurn e Taxis. Embora não seja o mais rico da linha Thurn e Taxis, Alexander e Marie apoiaram artistas e escritores, entre os quais o poeta boêmio-austríaco Rainer Maria Rilke. Enquanto convidado da princesa Marie, no início de 1912, Rilke começou a escrever suas Elegias de Duino, uma coleção de dez longos poemas profundamente filosóficos e místicos, considerados o seu maior trabalho. Rilke dedicou seu trabalho à princesa Marie quando eles foram concluídos em fevereiro de 1922 e publicados no ano seguinte.
O Castelo de Duino continua sendo propriedade da família Thurn e Taxis e pertence ao príncipe Alexander e o bisneto da princesa Marie, o príncipe Carlo Alessandro della Torre e Tasso, duque de Castel Duino. O castelo foi aberto ao público como museu e parque.

## História

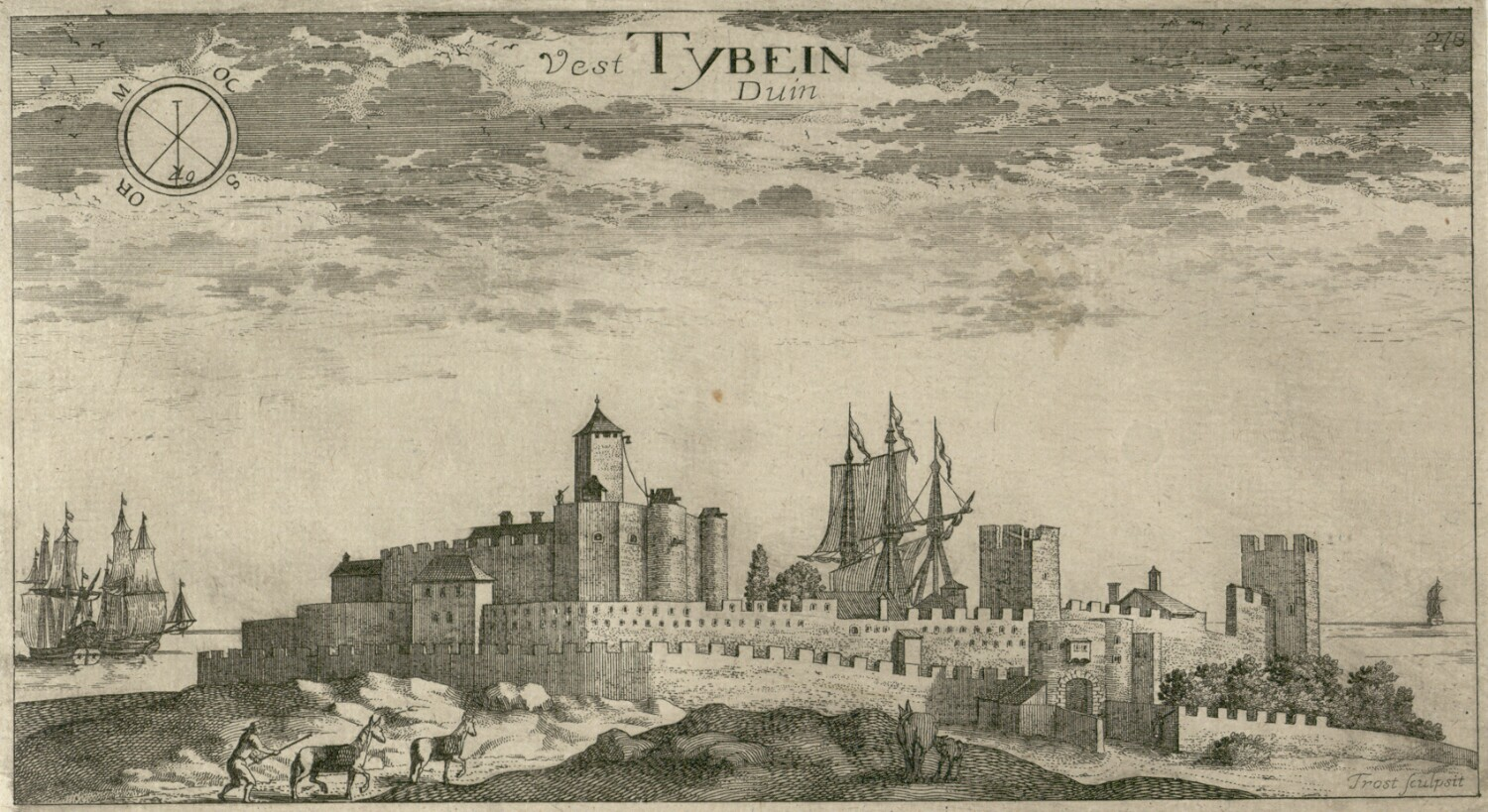
Castelo de Duino em uma gravura de 1679

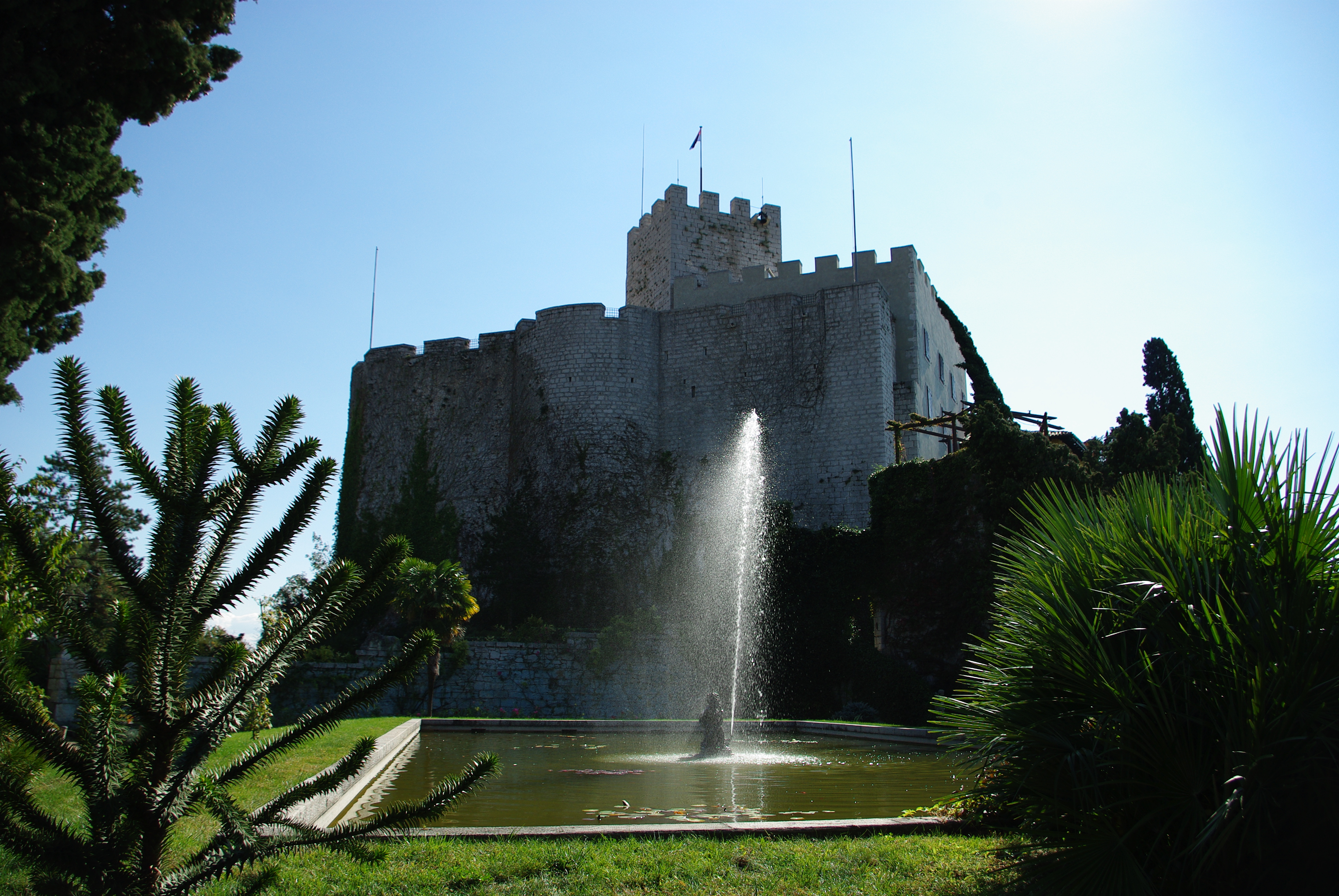
Castelo de Duino

### História antiga
Perto do castelo estão as ruínas do Castelo Velho, que remonta ao século XI. Pertencia ao patriarcado de Aquileia. O castelo remonta a 1389, quando a família Wallsee comandou a construção de uma forte fortaleza. Com o tempo, a família Wallsee desapareceu e o castelo, depois de ter sido usado como prisão, tornou-se a residência dos Luogar e Hofer.

### A Casa de Thurn e Taxis
No final do século XIX, tornou-se propriedade do príncipe Alexander Johann Vincenz Rudolf Hugo Karl Lamoral Eligius von Thurn e Taxis, da Filial Checa da Casa de Thurn e Taxis. Ele permanece com a família até hoje com seu bisneto, o príncipe Carlo Alessandro della Torre e Tasso, duque de Castel Duino, o atual proprietário. O castelo foi aberto ao público como museu e parque.

### Rilke e asElegias de Duino

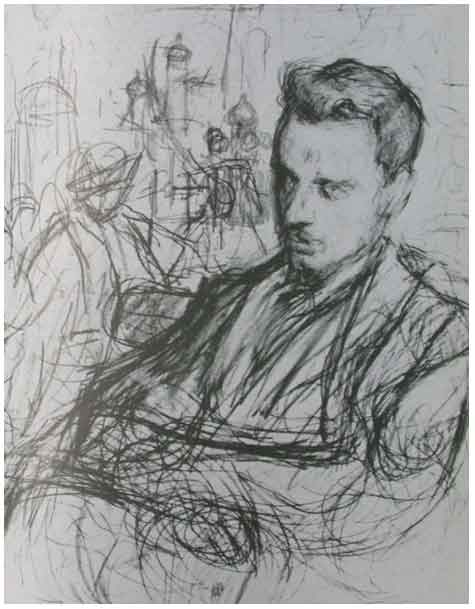
Rainer Maria Rilke (1875–1926) em um esboço de Leonid Pasternak

Em 1912, o escritor e poeta austríaco-boêmio Rainer Maria Rilke (1875-1926) começou a escrever partes de sua famosa obra Elegias de Duino, enquanto visitava o Castelo de Duino como convidado da princesa Marie von Thurn e Taxis (nascida princesa de Hohenlohe). Enquanto caminhava pelas falésias com vista para o Mar Adriático, perto do castelo, Rilke alegou ouvir uma voz chamando-o dizendo as palavras da primeira linha: Wer, wenn ich schriee, hörte mich denn aus der Engel Ordnungen? ("Quem, se eu gritasse, me ouviria entre as hierarquias dos anjos?"), que ele rapidamente escreveu em seu caderno. Em poucos dias, ele produziu rascunhos das duas primeiras elegias da série (de dez) e esboçou passagens e fragmentos que mais tarde seriam incorporados em elegias posteriores — incluindo a passagem de abertura da décima elegia. As Elegias de Duino são reconhecidas por críticos e estudiosos como sua obra mais importante e uma das principais obras de transição entre o ápice do romantismo alemão e da poesia modernista. São dez poemas místicos, intensamente religiosos, que pesam a beleza e o sofrimento existencial. Os poemas empregam um rico simbolismo dos anjos e da salvação e são descritos como uma metamorfose do "tormento ontológico" de Rilke e um "monólogo apaixonado sobre aceitar a existência humana", discutindo temas de "as limitações e insuficiências da condição humana e a consciência humana fragilizada [...] a solidão do homem, a perfeição dos anjos, a vida e a morte, o amor e os amantes, e a tarefa do poeta".
Rilke terminou o trabalho na Suíça após um período de dez anos em que a depressão e uma crise existencial o impediram de continuar escrevendo. Após a publicação em 1922, Rilke dedicou o trabalho à princesa, que ele considerava um de seus maiores patronos e amigos mais próximos.